# 苯基氯化汞
苯基氯化汞是一种有机汞化合物，化学式为C6H5HgCl。它可由苯基三氟化硅和氯化汞在四氢呋喃中于65 °C反应制得。它和叠氮化银在丙酮中反应，可以得到苯基叠氮化汞。它和双甲磺酰亚胺银反应，可以得到双甲磺酰亚胺(苯基)汞。